# 28 Komenda Odcinka Michałowo
28 Komenda Odcinka Michałowo – samodzielny pododdział Wojsk Ochrony Pogranicza.
28 Komenda Odcinka sformowana została w 1945 w strukturze organizacyjnej 6 Oddziału Ochrony Pogranicza. We wrześniu 1946 odcinek przekazano nowo sformowanemu Białostockiemu Oddziałowi WOP nr 6. W 1948, na bazie 28 Komendy Odcinka sformowano Samodzielny Batalion Ochrony Pogranicza nr 17.

## Struktura organizacyjna
Dyslokacja 28 Komendy Odcinka przedstawiała się następująco :
- komendantura odcinka i pododdziały sztabowe – Gródek
- 130 strażnica – Krynki
- 131 strażnica – Kruszyniany
- 132 strażnica – Jałówka
- 133 strażnica – Masiewo

## Dowódcy oddziału
- por. Stefan Karpiński[3]
- mjr Biliński[4]